# Gran Premio di superbike d'Europa 2012
Il Gran Premio di superbike d'Europa 2012 è la quinta prova del mondiale superbike 2012, disputatasi sul circuito di Donington; nello stesso fine settimana si è corso il quinto gran premio stagionale del mondiale supersport 2012. Ha registrato nelle due gare di Superbike rispettivamente le vittorie di Marco Melandri e Jonathan Rea e di Sam Lowes in Supersport.

## Superbike

### Gara 1

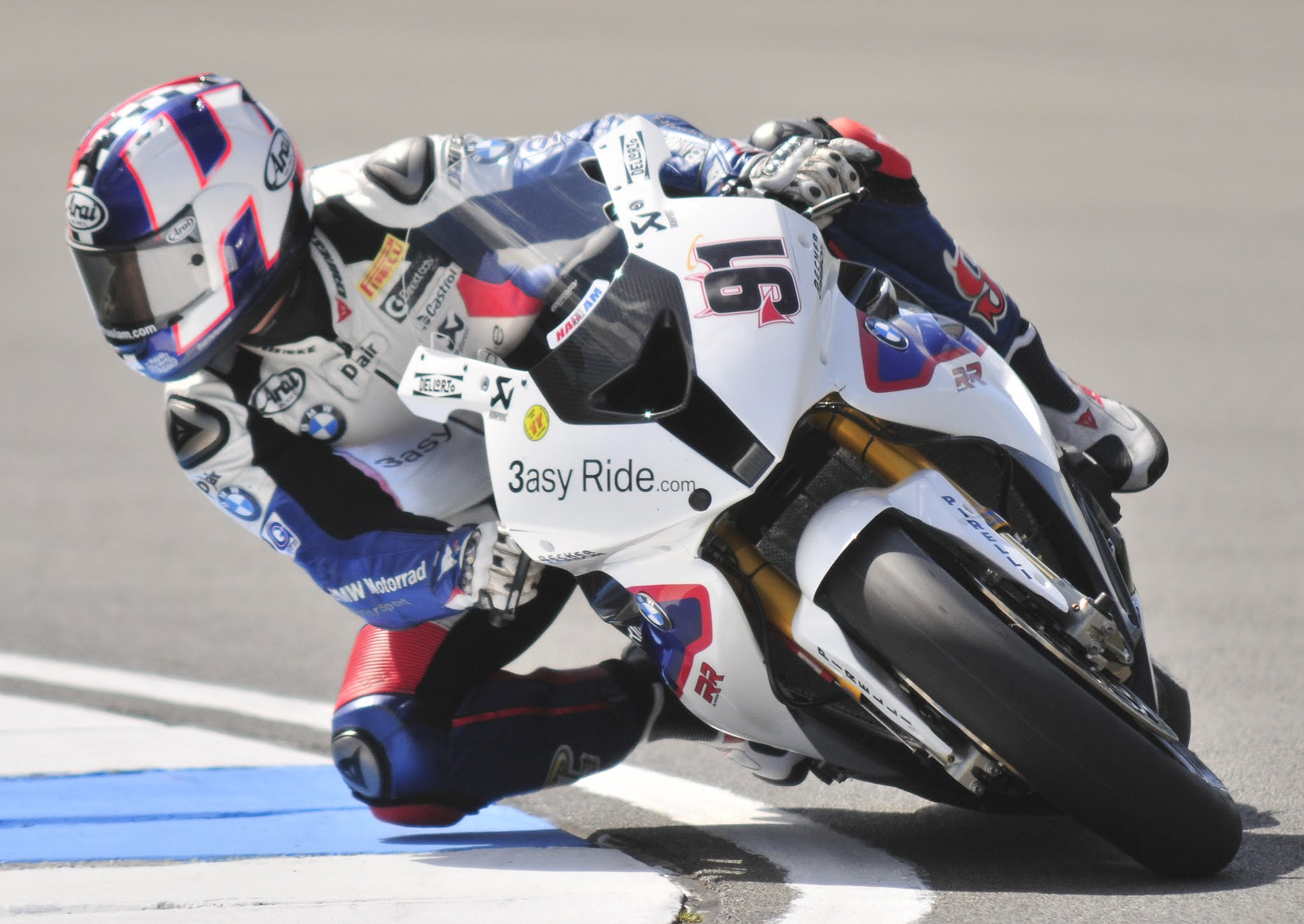
Leon Haslam, secondo in gara 1

Fonte

#### Arrivati al traguardo
| Pos. | Nº  | Pilota           | Squadra                       | Motocicletta         | Giri | Tempo     | Griglia | Punti |
| ---- | --- | ---------------- | ----------------------------- | -------------------- | ---- | --------- | ------- | ----- |
| 1º   | 33  | Marco Melandri   | BMW Motorrad Motorsport       | BMW S1000 RR         | 23   | 34:26.736 | 3º      | 25    |
| 2º   | 91  | Leon Haslam      | BMW Motorrad Motorsport       | BMW S1000 RR         | 23   | +0.728    | 2º      | 20    |
| 3º   | 66  | Tom Sykes        | Kawasaki Racing               | Kawasaki ZX-10R      | 23   | +1.609    | 1º      | 16    |
| 4º   | 65  | Jonathan Rea     | Honda World Superbike         | Honda CBR1000RR      | 23   | +1.819    | 6º      | 13    |
| 5º   | 3   | Max Biaggi       | Aprilia Racing                | Aprilia RSV4 Factory | 23   | +2.102    | 4º      | 11    |
| 6º   | 7   | Carlos Checa     | Althea Racing                 | Ducati 1098R         | 23   | +4.820    | 9º      | 10    |
| 7º   | 34  | Davide Giugliano | Althea Racing                 | Ducati 1098R         | 23   | +7.520    | 13º     | 9     |
| 8º   | 50  | Sylvain Guintoli | Effenbert Liberty Racing      | Ducati 1098R         | 23   | +7.927    | 5º      | 8     |
| 9º   | 2   | Leon Camier      | FIXI Crescent Suzuki          | Suzuki GSX-R1000     | 23   | +15.144   | 7º      | 7     |
| 10º  | 84  | Michel Fabrizio  | BMW Motorrad Italia GoldBet   | BMW S1000 RR         | 23   | +16.065   | 11º     | 6     |
| 11º  | 86  | Ayrton Badovini  | BMW Motorrad Italia GoldBet   | BMW S1000 RR         | 23   | +19.805   | 10º     | 5     |
| 12º  | 19  | Chaz Davies      | ParkinGO MTC Racing           | Aprilia RSV4 Factory | 23   | +20.170   | 16º     | 4     |
| 13º  | 121 | Maxime Berger    | Effenbert Liberty Racing      | Ducati 1098R         | 23   | +21.274   | 15º     | 3     |
| 14º  | 96  | Jakub Smrž       | Liberty Racing Team Effenbert | Ducati 1098R         | 23   | +21.517   | 8º      | 2     |
| 15º  | 58  | Eugene Laverty   | Aprilia Racing                | Aprilia RSV4 Factory | 23   | +26.920   | 12º     | 1     |
| 16º  | 76  | Loris Baz        | Kawasaki Racing               | Kawasaki ZX-10R      | 23   | +35.025   | 18º     |       |
| 17º  | 4   | Hiroshi Aoyama   | Honda World Superbike         | Honda CBR1000RR      | 23   | +39.193   | 17º     |       |
| 18º  | 87  | Lorenzo Zanetti  | PATA Racing                   | Ducati 1098R         | 23   | +42.334   | 20º     |       |
| 19º  | 59  | Niccolò Canepa   | Red Devils Roma               | Ducati 1098R         | 23   | +43.554   | 14º     |       |

#### Non classificati
| Nº | Pilota         | Squadra                   | Motocicletta     | Giri | Griglia |
| -- | -------------- | ------------------------- | ---------------- | ---- | ------- |
| 18 | Mark Aitchison | Grillini Progea Superbike | BMW S1000 RR     | 21   | 21º     |
| 60 | Peter Hickman  | FIXI Crescent Suzuki      | Suzuki GSX-R1000 | 15   | 19º     |

#### Ritirati
| Nº  | Pilota          | Squadra        | Motocicletta    | Giri | Griglia |
| --- | --------------- | -------------- | --------------- | ---- | ------- |
| 101 | Gary Mason      | Team Pedercini | Kawasaki ZX-10R | 14   | 23º     |
| 36  | Leandro Mercado | Team Pedercini | Kawasaki ZX-10R | 0    | 22º     |

### Gara 2
Fonte

#### Arrivati al traguardo
| Pos. | Nº | Pilota           | Squadra                     | Motocicletta         | Giri | Tempo     | Griglia | Punti |
| ---- | -- | ---------------- | --------------------------- | -------------------- | ---- | --------- | ------- | ----- |
| 1º   | 65 | Jonathan Rea     | Honda World Superbike       | Honda CBR1000RR      | 23   | 34:31.847 | 6º      | 25    |
| 2º   | 3  | Max Biaggi       | Aprilia Racing              | Aprilia RSV4 Factory | 23   | +0.508    | 4º      | 20    |
| 3º   | 66 | Tom Sykes        | Kawasaki Racing             | Kawasaki ZX-10R      | 23   | +2.029    | 1º      | 16    |
| 4º   | 2  | Leon Camier      | FIXI Crescent Suzuki        | Suzuki GSX-R1000     | 23   | +4.245    | 7º      | 13    |
| 5º   | 50 | Sylvain Guintoli | Effenbert Liberty Racing    | Ducati 1098R         | 23   | +6.595    | 5º      | 11    |
| 6º   | 86 | Ayrton Badovini  | BMW Motorrad Italia GoldBet | BMW S1000 RR         | 23   | +17.469   | 10º     | 10    |
| 7º   | 19 | Chaz Davies      | ParkinGO MTC Racing         | Aprilia RSV4 Factory | 23   | +17.788   | 16º     | 9     |
| 8º   | 76 | Loris Baz        | Kawasaki Racing             | Kawasaki ZX-10R      | 23   | +21.093   | 18º     | 8     |
| 9º   | 60 | Peter Hickman    | FIXI Crescent Suzuki        | Suzuki GSX-R1000     | 23   | +21.866   | 19º     | 7     |
| 10º  | 4  | Hiroshi Aoyama   | Honda World Superbike       | Honda CBR1000RR      | 23   | +22.620   | 17º     | 6     |
| 11º  | 59 | Niccolò Canepa   | Red Devils Roma             | Ducati 1098R         | 23   | +26.764   | 14º     | 5     |
| 12º  | 87 | Lorenzo Zanetti  | PATA Racing                 | Ducati 1098R         | 23   | +27.043   | 20º     | 4     |
| 13º  | 84 | Michel Fabrizio  | BMW Motorrad Italia GoldBet | BMW S1000 RR         | 23   | +28.390   | 11º     | 3     |
| 14º  | 18 | Mark Aitchison   | Grillini Progea Superbike   | BMW S1000 RR         | 23   | +56.618   | 21º     | 2     |
| 15º  | 91 | Leon Haslam      | BMW Motorrad Motorsport     | BMW S1000 RR         | 23   | +1:20.196 | 2º      | 1     |

#### Ritirati
| Nº  | Pilota           | Squadra                       | Motocicletta         | Giri | Griglia |
| --- | ---------------- | ----------------------------- | -------------------- | ---- | ------- |
| 33  | Marco Melandri   | BMW Motorrad Motorsport       | BMW S1000 RR         | 22   | 3º      |
| 36  | Leandro Mercado  | Team Pedercini                | Kawasaki ZX-10R      | 19   | 22º     |
| 101 | Gary Mason       | Team Pedercini                | Kawasaki ZX-10R      | 14   | 23º     |
| 121 | Maxime Berger    | Effenbert Liberty Racing      | Ducati 1098R         | 12   | 15º     |
| 34  | Davide Giugliano | Althea Racing                 | Ducati 1098R         | 11   | 13º     |
| 58  | Eugene Laverty   | Aprilia Racing                | Aprilia RSV4 Factory | 10   | 12º     |
| 7   | Carlos Checa     | Althea Racing                 | Ducati 1098R         | 0    | 9º      |
| 96  | Jakub Smrž       | Liberty Racing Team Effenbert | Ducati 1098R         | 0    | 8º      |

## Supersport

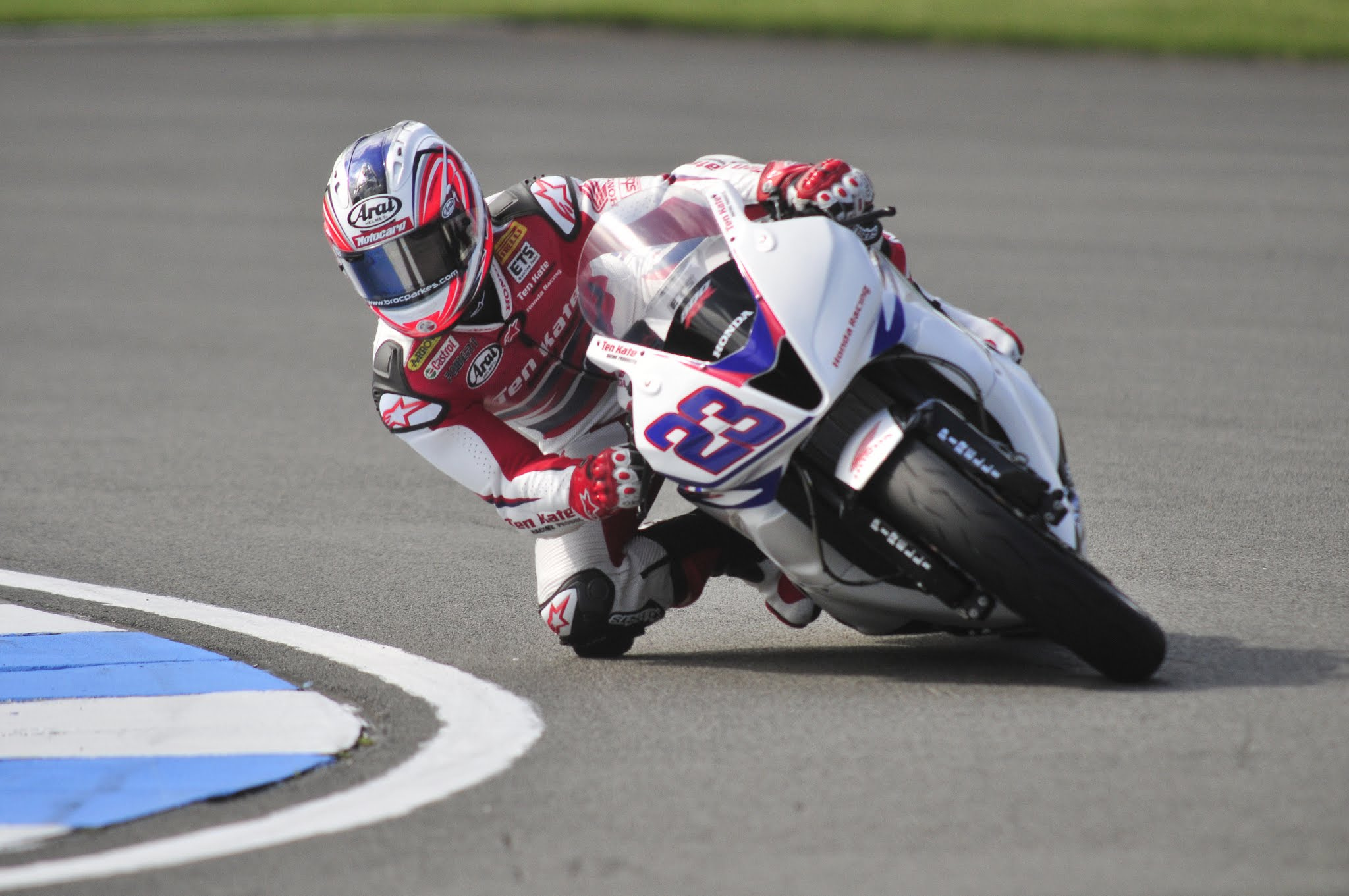
Broc Parkes, quarto al traguardo

Fonte

### Arrivati al traguardo
| Pos. | Nº  | Pilota            | Squadra                     | Motocicletta        | Giri | Tempo     | Griglia | Punti |
| ---- | --- | ----------------- | --------------------------- | ------------------- | ---- | --------- | ------- | ----- |
| 1º   | 11  | Sam Lowes         | Bogdanka PTR Honda          | Honda CBR600RR      | 22   | 33:43.603 | 2º      | 25    |
| 2º   | 54  | Kenan Sofuoğlu    | Kawasaki DeltaFin Lorenzini | Kawasaki ZX-6R      | 22   | +0.678    | 4º      | 20    |
| 3º   | 16  | Jules Cluzel      | PTR Honda                   | Honda CBR600RR      | 22   | +3.987    | 1º      | 16    |
| 4º   | 23  | Broc Parkes       | Ten Kate Racing Products    | Honda CBR600RR      | 22   | +8.088    | 3º      | 13    |
| 5º   | 45  | Glen Richards     | Smiths Gloucester           | Triumph Daytona 675 | 22   | +11.786   | 5º      | 11    |
| 6º   | 32  | Sheridan Morais   | Kawasaki DeltaFin Lorenzini | Kawasaki ZX-6R      | 22   | +20.849   | 6º      | 10    |
| 7º   | 34  | Ronan Quarmby     | PTR Honda                   | Honda CBR600RR      | 22   | +23.795   | 11º     | 9     |
| 8º   | 53  | Valentin Debise   | SMS Racing                  | Honda CBR600RR      | 22   | +24.094   | 9º      | 8     |
| 9º   | 30  | Billy McConnell   | Smiths Gloucester           | Triumph Daytona 675 | 22   | +26.663   | 7º      | 7     |
| 10º  | 99  | Fabien Foret      | Kawasaki Intermoto Step     | Kawasaki ZX-6R      | 22   | +26.806   | 10º     | 6     |
| 11º  | 22  | Roberto Tamburini | Team Lorini                 | Honda CBR600RR      | 22   | +29.832   | 14º     | 5     |
| 12º  | 25  | Alex Baldolini    | Power Team by Suriano       | Triumph Daytona 675 | 22   | +33.755   | 16º     | 4     |
| 13º  | 3   | Jed Metcher       | Rivamoto Junior             | Yamaha YZF R6       | 22   | +34.035   | 13º     | 3     |
| 14º  | 55  | Massimo Roccoli   | Bike Service - WTR TEN 10   | Yamaha YZF R6       | 22   | +34.311   | 8º      | 2     |
| 15º  | 112 | Luke Mossey       | Smiths Gloucester           | Triumph Daytona 675 | 22   | +34.601   | 12º     | 1     |
| 16º  | 40  | Martin Jessopp    | Riders PTR Honda            | Honda CBR600RR      | 22   | +46.853   | 19º     |       |
| 17º  | 74  | Kieran Clarke     | Bogdanka Honda PTR          | Honda CBR600RR      | 22   | +47.133   | 21º     |       |
| 18º  | 157 | Ilario Dionisi    | PRORACE                     | Honda CBR600RR      | 22   | +48.506   | 18º     |       |
| 19º  | 98  | Romain Lanusse    | Kawasaki Intermoto Step     | Kawasaki ZX-6R      | 22   | +50.129   | 23º     |       |
| 20º  | 87  | Luca Marconi      | VFT Racing                  | Yamaha YZF R6       | 22   | +53.157   | 20º     |       |
| 21º  | 37  | David Linortner   | Gerin-Skm Racing            | Yamaha YZF R6       | 22   | +53.232   | 24º     |       |
| 22º  | 8   | Andrea Antonelli  | Team Lorini                 | Honda CBR600RR      | 22   | +1:00.246 | 28º     |       |
| 23º  | 13  | Dino Lombardi     | PATA by Martini             | Yamaha YZF R6       | 22   | +1:03.852 | 27º     |       |
| 24º  | 61  | Fabio Menghi      | VFT Racing                  | Yamaha YZF R6       | 22   | +1:09.505 | 25º     |       |
| 25º  | 27  | Thomas Caiani     | KUJA Racing                 | Honda CBR600RR      | 21   | +1 giro   | 34º     |       |
| 26º  | 24  | Eduard Blokhin    | Rivamoto                    | Yamaha YZF R6       | 21   | +1 giro   | 33º     |       |

### Ritirati
| Nº | Pilota            | Squadra               | Motocicletta        | Giri | Griglia |
| -- | ----------------- | --------------------- | ------------------- | ---- | ------- |
| 17 | Roberto Anastasia | KUJA Racing           | Honda CBR600RR      | 14   | 31º     |
| 35 | Raffaele De Rosa  | Team Lorini           | Honda CBR600RR      | 12   | 17º     |
| 31 | Vittorio Iannuzzo | Power Team by Suriano | Triumph Daytona 675 | 11   | 26º     |
| 20 | Mathew Scholtz    | Bogdanka PTR Honda    | Honda CBR600RR      | 10   | 15º     |
| 33 | Yves Polzer       | MRC Austria           | Yamaha YZF R6       | 10   | 32º     |
| 10 | Imre Tóth         | Racing Team Toth      | Honda CBR600RR      | 8    | 22º     |
| 64 | Joshua Day        | Team GOELEVEN         | Kawasaki ZX-6R      | 4    | 29º     |
| 38 | Balázs Németh     | Racing Team Toth      | Honda CBR600RR      | 0    | 30º     |

### Non partito
| Nº | Pilota          | Squadra             | Motocicletta  |
| -- | --------------- | ------------------- | ------------- |
| 65 | Vladimir Leonov | Yakhnich Motorsport | Yamaha YZF R6 |

### Non qualificato
| Nº | Pilota        | Squadra  | Motocicletta  |
| -- | ------------- | -------- | ------------- |
| 73 | Oleg Pozdneev | Rivamoto | Yamaha YZF R6 |